# تومي كيسي
تومي كيسي (بالإنجليزية: Tommy Casey)‏ (11 مارس 1930 في المملكة المتحدة - 13 يناير 2009 في المملكة المتحدة) هو مدرب كرة قدم ولاعب كرة قدم أيرلندي شمالي في مركز نصف الجناح. شارك مع منتخب أيرلندا الشمالية لكرة القدم. أما مع النوادي، فقد لعب مع ليدز يونايتد ونادي بريستول سيتي ونادي بورتسموث ونادي بورنموث ونيوكاسل يونايتد وAmmanford A.F.C. ‏ ونادي بانغور.

## وصلات خارجية
- تومي كيسي على موقع الاتحاد الدولي (مؤرشف)  (الإنجليزية)
- تومي كيسي على موقع قاعدة بيانات كرة القدم.إي يو (الإنجليزية)
- تومي كيسي على موقع ناشيونال فوتبول تيمز (الإنجليزية)